# Power Up (음반)
| 총 점수                   | 총 점수 |
| 출처                      | 점수    |
| ------------------------- | ------- |
| AnyDecentMusic?           | 7.2/10  |
| 메타크리틱                | 79/100  |
| 평가 점수                 |         |
| 출처                      | 점수    |
| AllMusic                  | [ 8 ]   |
| Consequence of Sound      | A-      |
| Clash                     | [ 10 ]  |
| Exclaim                   | 7/10    |
| The Guardian              | [ 12 ]  |
| The Independent           | [ 13 ]  |
| Kerrang!                  | [ 14 ]  |
| NME                       | [ 15 ]  |
| Rolling Stone             | [ 16 ]  |
| The Sydney Morning Herald | [ 17 ]  |

《Power Up》(때로는 《PWR/UP》로 단축되고 앞면 커버와 같은 《PWRϟUP》로 스타일링됨)은 2020년 11월 13일에 발매된 오스트레일리아의 하드 록 밴드 AC/DC의 열일곱 번째 스튜디오 음반이다. 이 음반은 국제적으로 발매된 열여섯 번째 스튜디오 음반이며 호주에서 발매되는 열일곱 번째 음반이다. 《Power Up》은 보컬리스트 브라이언 존슨, 드러머 필 러드, 베이시스트 클리프 윌리엄스의 복귀를 알리는 것으로, 이들은 모두 이전 음반 《Rock or Bust》 (2014년)의 지원 투어 전, 도중 또는 후에 AC/DC를 떠났다. 이는 2017년 공동창업자 겸 리듬 기타리스트 맬컴 영의 사망 이후 밴드의 첫 음반이기도 하며 그를 추모하는 역할을 한다고 그의 동생 앵거스 영은 전했다. 이 음반은 일반적으로 음악 평론가들로부터 좋은 평가를 받았다.

## 배경
2014년 음반 《Rock or Bust》에 이어, 이 그룹은 17개월 간의 월드 투어에 착수했다. 투어에 앞서 드러머 필 러드는 살인, 살해 협박, 메스암페타민 소지, 대마초 소지 등의 혐의로 기소됐다. 투어를 위해, 러드는 러드가 처음 밴드를 떠난 지 몇 년 후 1990년 음반 《The Razors Edge》에서 AC/DC와 함께 활동했던 크리스 슬레이드와 교체되었다. 러드에 대한 언급도 밴드의 웹사이트에서 삭제되었다. 2016년, 리드 싱어 브라이언 존슨은 청력 손실에 시달리기 시작했는데, 이것은 36년간의 투어가 아니라 경주용 자동차를 좋아했기 때문이라고 한다. 이로 인해 《Rock or Bust》 투어의 마지막 10일 날짜가 변경되었다. 결국, 그는 남은 날짜 동안 건즈 앤 로지스의 보컬리스트 액슬 로즈로 교체되었다. 베이시스트 클리프 윌리엄스는 2016년 7월 8일 은퇴 이유로 건강상의 문제를 거론하며 투어가 끝나면 밴드 은퇴를 선언하고 AC/DC를 '변화된 동물'이라고 불렀다.
2년 후, AC/DC가 열일곱 번째 스튜디오 음반을 작업 중이라는 소문이 돌기 시작했고, 존슨, 러드, 윌리엄스는 그 밴드로 돌아왔다. 존슨, 러드, 앵거스 영, 스티비 영은 2018년 8월 동료 뮤지션 브라이언 애덤스가 소유한 캐나다 브리티시컬럼비아주 밴쿠버의 녹음실인 웨어하우스 스튜디오에서 촬영된 것으로 보아, 이 밴드가 이전 3장의 음반을 녹음했던 곳에서 활동 중임을 시사했다.
이후 확인된 바에 따르면 이 음반은 프로듀서 브렌던 오브라이언(2008년 《Black Ice》, 2014년 《Rock or Bust》)과 함께 2018년 8월과 9월 6주 동안 현지에서 녹음됐으며 2019년 초 일부 트윗이 이어졌다.
앵거스가 음반 녹음을 위해 미공개 곡들의 AC/DC 저장고를 급습함에 따라 모든 트랙은 앵거스와 맬컴 영에게 인정된다.

## 싱글 및 티저
음반의 첫 번째 싱글인 〈Shot in the Dark〉는 리프와 부분 코러스를 25초간 선보인 30초짜리 티저로 2020년 10월 1일, 부분 발매됐다가 레코드 스톱 사운드 효과로 갑작스럽게 컷오프됐다. 존슨의 73번째 생일인 2020년 10월 5일 AC/DC는 〈Shot in the Dark〉의 두 번째 티저를 공개해 이틀 뒤 수록곡 전체가 공개될 것임을 같은 티저에서 확인하기도 했다. 이 싱글은 커버 아트, 트랙리스트, 사전 주문 옵션과 함께 2020년 10월 7일에 발매되었다. 이 곡의 공식 영상은 2020년 10월 26일에 공개됐다.
이 음반에서 두 번째 발췌한 〈Demon Fire〉는 53초짜리 오디오/비디오 티저로 2020년 10월 30일, 일부 발매되었으며, 실제로는 할로윈 간식으로 발매되었다.
음반의 두 번째 싱글인 〈Realize〉는 2020년 11월 11일과 12일 오후 12시 뉴욕 (수요일), 오후 5시 런던 (수요일), 4시 시드니 (목요일) 등 3곳에서 라이브로 발매되었다.

## 곡 목록
모든 곡들은 앵거스 영과 맬컴 영이 작사/작곡하였다.
| #  | 제목                          | 재생 시간 |
| -- | ----------------------------- | --------- |
| 1. | 〈Realize〉                   | 3:37      |
| 2. | 〈Rejection〉                 | 4:06      |
| 3. | 〈Shot in the Dark〉          | 3:06      |
| 4. | 〈Through the Mists of Time〉 | 3:32      |
| 5. | 〈Kick You When You're Down〉 | 3:10      |
| 6. | 〈Witch's Spell〉             | 3:42      |

| #   | 제목                | 재생 시간 |
| --- | ------------------- | --------- |
| 7.  | 〈Demon Fire〉      | 3:30      |
| 8.  | 〈Wild Reputation〉 | 2:54      |
| 9.  | 〈No Man's Land〉   | 3:39      |
| 10. | 〈Systems Down〉    | 3:12      |
| 11. | 〈Money Shot〉      | 3:05      |
| 12. | 〈Code Red〉        | 3:31      |

## 인증
| 국가                               | 인증        | 판매량/출하량 |
| ---------------------------------- | ----------- | ------------- |
| 오스트레일리아 (ARIA)              | 골드        | 35,000        |
| 오스트리아 (IFPI 오스트리아)       | 플래티넘    | 15,000        |
| 캐나다                             | —           | 38,000        |
| 프랑스 (SNEP)                      | 2× 플래티넘 | 200,000       |
| 독일 (BVMI)                        | 플래티넘    | 200,000       |
| 이탈리아 (FIMI)                    | 골드        | 25,000        |
| 폴란드 (ZPAV)                      | 플래티넘    | 20,000        |
| 스페인 (PROMUSICAE)                | 골드        | 20,000        |
| 스웨덴 (GLF)                       | 골드        | 15,000        |
| 스위스 (IFPI 스위스)               | 플래티넘    | 20,000        |
| 영국 (BPI)                         | 골드        | 100,000       |
| 요약                               |             |               |
| 전 세계 (IFPI)                     | —           | 1,400,000     |
| 판매량+스트리밍을 기반으로 한 인증 |             |               |